# USS Chauncey (DD-296)
USS Chauncey (DD-296) là một tàu khu trục lớp Clemson được Hải quân Hoa Kỳ chế tạo vào cuối Chiến tranh Thế giới thứ nhất. Nó là chiếc tàu chiến thứ hai của Hải quân Hoa Kỳ được đặt theo tên Thiếu tướng Hải quân Isaac Chauncey (1779-1840), người tham gia cuộc Chiến tranh 1812. Trong thảm họa Honda Point vào ngày 8 tháng 9 năm 1923, Chauncey bị đắm do va phải đá ngầm, xác tàu đắm của nó được tháo dỡ tại chỗ sau đó.

## Thiết kế và chế tạo
Chauncey được đặt lườn vào ngày 17 tháng 6 năm 1918 tại xưởng tàu Union Iron Works của hãng Bethlehem Shipbuilding Corporation ở San Francisco, California. Nó được hạ thủy vào ngày 29 tháng 9 năm 1918, được đỡ đầu bởi cô D. M. Todd; và được đưa ra hoạt động vào ngày 25 tháng 6 năm 1919 dưới quyền chỉ huy của Hạm trưởng, Trung tá Hải quân W. A. Glassford, Jr..

## Lịch sử hoạt động
Được phân về Hạm đội Thái Bình Dương, Chauncey hoạt động từ San Diego, California và Mare Island đến khu vực quần đảo Hawaii và dọc theo bờ biển Thái Bình Dương, tham gia các cuộc thao dượt hạm đội, thực hành tác xạ cùng các hoạt động huấn luyện khác. Từ ngày 15 tháng 7 năm 1920 đến ngày 14 tháng 10 năm 1921, nó ở trong tình trạng dự bị tại San Diego và Mare Island với biên chế nhân sự bị giảm thiểu, rồi quay trở lại hoạt động thường trực như là soái hạm của Đội khu trục 31.
Vào chiều tối ngày 8 tháng 9 năm 1923, cùng một nhóm lớn các tàu khu trục do Delphy dẫn đầu, Chauncey đang trên đường đi từ San Francisco đến San Diego trong hoàn cảnh thời tiết sương mù dày đặc. Do sai lầm của hoa tiêu trên chiếc dẫn đầu của đội hình, Delphy và sáu tàu khác ngay phía sau đã hướng ngay vào các mỏm đá dọc bờ biển California thay vì rẽ vào eo biển Santa Barbara. Cả bảy chiếc tàu khu trục, bao gồm Chauncey, bị mắc cạn trên bờ đá lởm chởm ngoài khơi Point Pedernales, trong một sự kiện được biết đến như là Thảm họa Honda Point.

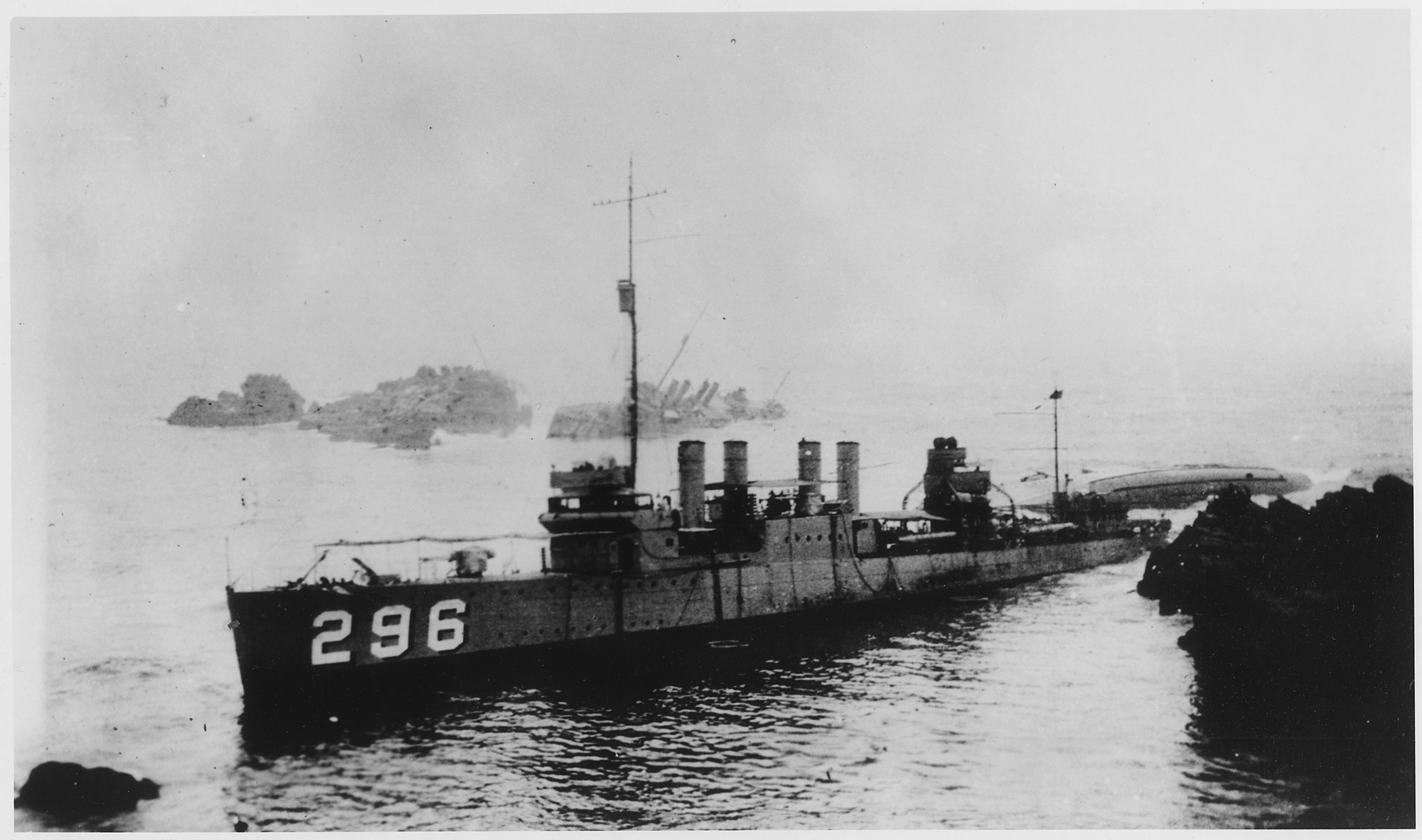
USS Chauncey bị mắc cạn tại Honda Point.

Chauncey giữ được tư thế thẳng đứng cho dù mắc bên trên các tảng đá, bên cạnh tàu chị em Young vốn bị lật úp. Không bị thiệt hại nhân mạng, Chauncey lập tức trợ giúp cho Young, kéo được một sợi dây cáp sang chiếc tàu chị em mà qua đó 70 thành viên thủy thủ đoàn của Young chuyển sang được Chauncey. Thủy thủ của Chauncey sau đó bơi vào bờ thiết lập một mạng lưới dây cáp đến bờ biển, và người của nó cũng như của Young lên bờ an toàn theo cách này. Lườn tàu của Chauncey bị sóng biểm đánh đắm, và nó được cho xuất biên chế vào ngày 26 tháng 10 năm 1923. Tất cả các xác tàu đắm đều được cho bán để tháo dỡ tại chỗ vào ngày 25 tháng 9 năm 1925.